# Distrito Central (Condado de Golbajar)
El Distrito Central del condado de Golbajar (en persa: بخش مرکزی شهرستان گلبهار‎) se encuentra en la provincia de Jorasán Razaví, Irán. Su capital es la ciudad de Golbajar, cuya población en el momento del censo nacional de 2016 era de 36 877 personas en 10 854 hogares.

## Historia
En 2019, el distrito de Golbajar se separó del condado de Chenarán con el establecimiento del condado de Golbajar, que se dividió en dos distritos de dos distritos rurales cada uno, con Golbahar como su capital.

## Demografía

### Divisiones administrativas
| Divisiones Administrativas | Habitantes |
| -------------------------- | ---------- |
| Bizaki RD                  | 12,134     |
| Now Bahar RD               | 2,367      |
| Golbahar (ciudad)          | 36,877     |
| RD = Distrito Rural        | 51,378     |